# Jesús López Cobos

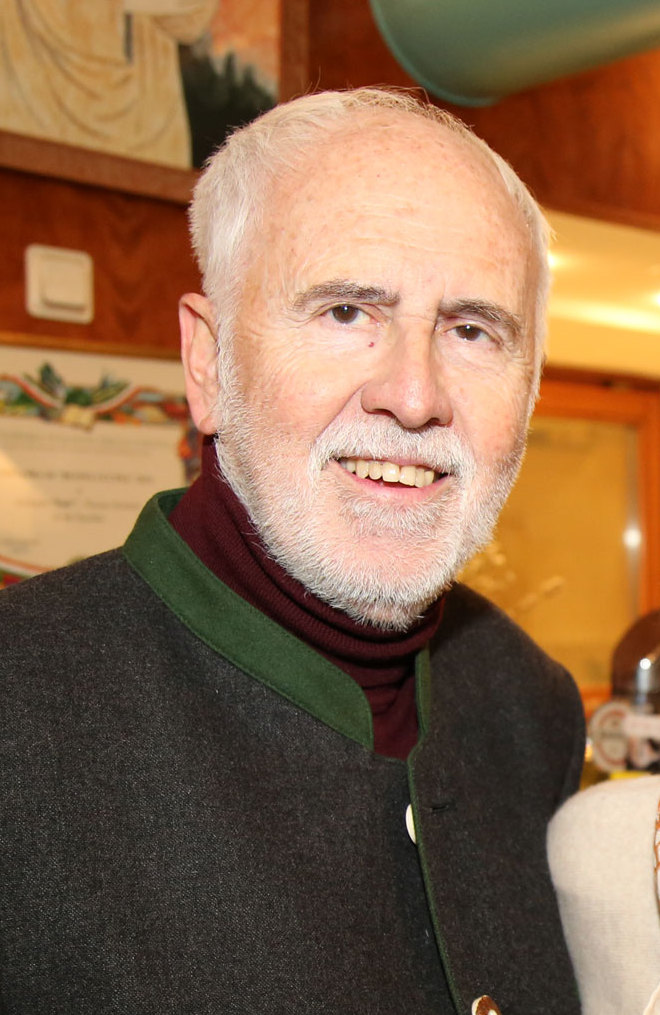
Jesús López Cobos in 2015

Jesús López Cobos (Toro, 25 februari 1940 – Berlijn, 2 maart 2018) was een Spaanse dirigent.

## Levensloop
López Cobos begon zijn muziekstudies aan het conservatorium van Malaga en ging daarna verder aan het Real Conservatorio Superior de Música de Madrid. Hij studeerde filosofie en letteren en promoveerde in 1966 aan de Complutense-Universiteit van Madrid. Hij begon als koordirigent; later studeerde hij orkestdirectie bij Franco Ferrara en aan de Universität für Musik und darstellende Kunst Wien bij Hans Swarowsky.
Van 1981 tot 2010 was hij verbonden aan diverse symfonieorkesten en operagezelschappen in Europa en de Verenigde Staten. Hij vervulde daarnaast gastdirecties over de gehele wereld. Hij legde zich bij zijn optredens en opnamen toe op opera en laat 19e-eeuwse en vroeg 20e-eeuwse orkestmuziek, maar zijn repertoire was veel groter: hij dirigeerde bijvoorbeeld ook cantates van Bach.
Hij stierf enkele dagen na zijn 78e verjaardag aan de gevolgen van kanker. Tot zijn laatste directies behoorden opvoeringen van Puccini's Tosca bij de Weense Staatsopera in januari 2018. Zijn laatste opname was van Donizetti's Lucia di Lammermoor met het Münchner Rundfunkorchester en Diana Damrau in de titelrol.

## Carrière
- 1981-1990 algemeen directeur van de Deutsche Oper Berlin
- 1984-1988 artistiek leider van het Orquesta Nacional de España
- 1986-2001 chef-dirigent van het Cincinnati Symphony Orchestra, daarna "conductor emeritus"
- 1990-2000 chef-dirigent van Orchestre de Chambre de Lausanne
- 2003-2010 muzikaal leider van het Teatro Real in Madrid

## Onderscheidingen
- 1981 Prinses van Asturiëprijs voor de kunsten (Spanje)
- 1989 Bundesverdienstkreuz (Duitsland)
- 1996 Ordres des Arts et des Lettres (Frankrijk)
- 2001 Medalla de Oro al Mérito en la Bellas Artes (Spanje)
- 2012 Prémio Castilla y León de las Artes (Spanje)